# Amalia Nieto
Amalia Nieto   (Montevideo, 3 d'agost de 1907 - Montevideo, 7 de febrer de 2003) va ser una pintora, gravadora i escultora uruguaiana de llarga trajectòria, integrant de l'Associació d'Art Constructiu liderada per Joaquín Torres García i creadora d'un estil propi que la destaca en l'art uruguaià del segle xx.

## Biografia
Amalia Nieto era filla de Manuel Benito Nieto, un metge uruguaià pioner en cirurgia cardíaca, i d'Ángela Périchon. Va ser la segona de tres germans.
El 1925 va ingressar al Cercle de Belles Arts i va estudiar pintura amb Domingo Bazzurro. El 1929 va viatjar a París, on va romandre durant tres anys i estudiar a l'Académie de la Grande Chaumière amb Othon Friesz i a l'Acadèmia d'André Lhote. També va assistir a un curs d'Història de l'Art a La Sorbona. El 1923 va visitar Pedro Figari al seu taller parisenc i li va ensenyar algunes de les seves pintures. Al seu retorn a l'Uruguai va realitzar la seva primera exposició individual.
El 1934 va ingressar al Taller Torres García i l'any següent va integrar la formació de l'Associació d'Art Constructiu.
Freqüentava les sessions musicals a la casa del filòsof Carlos Vaz Ferreira i les concorregudes tertúlies a la casa d'Alfredo i Esther de Cáceres, on va conèixer el músic i escriptor Felisberto Hernández, amb qui es va casar el 1937. L'any següent va néixer la seva filla Ana Maria. La relació epistolar amb Felisberto durant les seves gires de concerts integra més de cent cartes poblades de dibuixos i aquarel·les d'Amalia, esbossos per al cartell del recital Petruixka de Stravinsky. La relació amb Felisberto no va funcionar i es van divorciar el 1943. Després de la separació, Amalia va retallar els dibuixos de les cartes i els va emmarcar. Els mateixos van merèixer una exposició antològica el 2008.
El 1943 va rebre una beca i va viatjar a Xile per seguir un curs d'estiu a la Universitat a càrrec de Jorge Romero Brest, amb qui va començar una perdurable amistat.
El 1955 va tornar a París, acompanyada per la seva filla. Va estudiar gravat amb Johnny Friedlaender i va assistir a cursos de mosaic amb Gino Severini. El 1973 va començar ensenyar al Cercle de Belles Arts de Montevideo.
Va exposar regularment a Amics de l'Art i l'Ateneu de Montevideo, va participar en Salons Nacionals i dues vegades va poder enviar obres a la Biennal de São Paulo. També va il·lustrar llibres de poesia de Juana de Ibarbourou, Paul Valéry i Ernesto Pinto. Va escriure l'obra de teatre per a nens Acrobino i en va fer l'escenografia per a l'estrena al teatre El Tinglado el 1972, amb direcció de Laura Escalante.
La seva obra va obtenir també reconeixement internacional, va ser convidada a exposar a Buenos Aires, París, Alemanya i Estats Units d'Amèrica. Va ser guardonada amb el Premi Canelobre d'Or atorgat per la B'nai B'rith Uruguai. El 2001 va tenir lloc al Museu d'Art Contemporani de Montevideo una important mostra retrospectiva. L'artista tenia 94 anys i continuava pintant.
| «                              | Nieto mai va ser naturalista. Tampoc, al meu parer, podria ser netament constructiva. Però si no va ser del tot naturalista es va deure en gran part al fet que sentia l'ordre, l'abstracció. Es va expressar amb claretat en un sintetisme; llunyanament va temptar el geomètric i si no es va entrar de ple en això és perquè la seducció del que és real i el poètic de la seva visió interna havia d'imperdir-lo. El seu esperit va prendre llavors de totes aquestes essències per formar un art propi. | » |
| — Joaquín Torres García (1941) | |   |

## Obra
Va realitzar nombrosos dibuixos, aquarel·les, pintures amb oli i acrílic, escultures i gravats. Natures mortes, paisatges informalistes i carrers parisencs, composicions constructives i abstraccions, donen compte de la coherència en el llenguatge plàstic de l'artista en tots els mitjans i temes tractats. La síntesi geomètrica present en les seves pintures, així com la sèrie que va denominar Natures mortes mentals, destaquen la seva emprenta personal en l'art uruguaià del segle xx, un constructivisme lliure que introdueix una dimensió conceptual i sensible, propera a la pintura metafísica de Giorgio Morandi.
En el catàleg de l'exposició Amalia Nieto. Retrospectiva 1925-1995, realitzada al Museu Nacional d'Arts Visuals (MNAV) el 1995, Àngel Kalenberg va destacar que ella, al costat de Petrona Viera, van consumar «l'aportació més substancial a la història de les arts plàstiques uruguaianes».

## Premis
Entre els premis que va rebre, destaquen:
- 1957 - Menció en la iii Biennal de São Paulo.
- 1967 - Gran Premi de Pintura en el xxxi Saló Nacional.
- 1969 - Gran Premi d'Escultura en el xxxiii Saló Nacional.
- 1995 - Premi Figari del Banc Central de l'Uruguai en reconeixement de la seva trajectòria.